# سدریک پینو
سدریک پینو (فرانسوی: Cédric Pineau‎؛ زادهٔ ۸ مهٔ ۱۹۸۵) دوچرخه‌سوار اهل فرانسه است.
از باشگاه‌هایی که در آن رکاب زده‌است می‌توان به تیم دوچرخه‌سواری اف‌دی‌جی، تیم دوچرخه‌سواری اگریتوبل، آژ۲آر لا موندیال و روبه–لیل متروپول اشاره کرد.